# Calla (album)
Calla to pierwszy album amerykańskiej grupy indierockowej o tej samej nazwie. Został wydany 11 października 1999 roku, a 20 stycznia 2004 roku ukazała się jego reedycja.

## Lista utworów
1. "Tarentula" – 5:06
2. "Custom Car Crash" – 2:44
3. "June" – 4:54
4. "Only Drowning Men" – 8:01
5. "Elsewhere" – 5:33
6. "Truth About Robots" – 2:36
7. "Trinidad" – 3:16
8. "Keyes" – 3:52
9. "Awake and Under" – 3:53